# 佐罗的面具
《佐罗的面具》（英語：The Mask of Zorro）是一部1998年的古装剑侠动作或西部电影，根据强斯顿·麦库力的小说《佐罗》改编，由马丁·坎贝尔执导，主要演员包括安东尼奥·班德拉斯、安东尼·霍普金斯、凯瑟琳·泽塔-琼斯、斯图亚特·维尔森和马特·莱斯切尔。影片讲述佐罗（安东尼·霍普金斯）越狱后试图寻找失散多年的女儿（凯瑟琳·泽塔-琼斯）及为妻子的惨死向一位残暴的总督（斯图亚特·维尔森）报仇，他培养了一位同样有不幸经历和仇恨的接班人（安东尼奥·班德拉斯）来接替佐罗的事业。
《佐罗的面具》是继1981年的喜剧片《粉雄佐罗》后第一部涉及佐罗这一人物的电影。影片的拍摄过程困难重重，导演前后换过三个，开拍日期一推再推，从1992年10月最初提出制作计划一直到1997年1月才正式在墨西哥开拍，而且拍摄成本也超支了一千多万美元。但是，影片所获反响良好，于1998年7月17日开始上映后首周就登上了票房榜冠军的位置，全球累积票房超过2.5亿美元，也得到了许多评论家的正面评价，并获第71届奥斯卡奖音效剪辑、音效两项提名。影片在西班牙上映时还得到了国王、王后、公主共同出席首映式的礼遇，成为7年来首部有皇室成员出席首映式的电影。2005年还发行了续集《蒙面俠蘇洛2：不朽傳奇》，安东尼奥·班德拉斯和凯瑟琳·泽塔-琼斯再次主演，不过该片无论在商业还是评论两方面都远不及前作成功。

## 剧情
1821年，迪亚哥·德拉维加（原文中Don為Mr.的意思，為西班牙文 .Diego De La Vega，安东尼·霍普金斯饰）扮作佐罗在墨西哥独立战争中对抗西班牙殖民统治者，并且化身为一位神秘的复仇者，努力保护加利福尼亚省的平民百姓。拉法尔·蒙特罗（斯图亚特·维尔森饰）是这一地区残暴的总督，他发现了佐罗就是德拉维加，于是带兵冲入其家中逮捕了他，德拉维加的妻子也在这一过程中被一位士兵杀害。蒙特罗还将德拉维加投入大狱并且带走了他的女儿艾琳娜前往西班牙。
20年后，蒙特罗带着已经在他身边成长为一位美丽女性的艾琳娜（凯瑟琳·泽塔-琼斯饰）从西班牙返回加利福尼亚州，并计划煽风点火，将加利福尼亚变成一个独立的共和国。不过，他的再度出现也唤醒了蛰伏已久的德拉维加，他已经被关了20年，而且狱卒连他的名字也不知道。利用一次机会，德拉维加逃狱并计划报仇雪恨。这天他遇上了一个小偷亚历山卓·穆瑞塔（安东尼奥·班德拉斯饰），他和自己被杀的兄弟儿时都非常崇拜佐罗，甚至还曾帮上过忙。经过一段短暂的酝酿，德拉维加决定收亚历山卓为徒，并且以向杀害他兄弟的杀手，蒙特罗的得力助手哈里森·洛夫上尉（马特·莱斯切尔饰）报仇来激励他努力训练，而亚历山卓也没有让他失望。
学有所成的亚历山卓偷了一匹与老佐罗所骑非常相似的黑马，并在现场留下了佐罗的标识“Z”。这让德拉维加非常生气，他告诉亚历山卓，佐罗是人民公仆，不是小偷！他要求亚历山卓假扮为一位贵族，而自己则扮作他的仆人，目标是设法取得蒙特罗的信任。两人出席了蒙特罗的举办的一场聚会，并得到了蒙特罗的足够信任而被邀请参加一个秘密会议。会议上，蒙特罗暗示了一个从急需钱准备美墨战争的桑塔·安纳将军手中买下加利福尼亚州的计划。
会议上的众人被一起带到了一处秘密金矿，这里其实就是桑塔·安纳将军的地盘只是他并不知道金矿存在。蒙特罗将许多当地的农民或囚犯都抓来这里充做奴工，来达成他用将军自己的钱买下加利福尼亚的目标。与此同时，德拉维加也终于有机会见到自己的女儿，但并未透露自己的身份。从艾琳娜口中他得知，蒙特罗养大了她，并且告诉她母亲在生她的时候就去世了。之后德拉维加派亚历山卓扮成佐罗偷走引向金矿的地图，他得手后与多人交手仍成功逃离。
由于害怕被将军得知自己的行为和计划，蒙特罗决定将金矿和其中所有的工人一起全部炸掉来湮滅证据，而德拉维加和亚历山卓则决心一定要阻止他。经过一场大战，蒙特罗的阴谋落空并死亡，德拉维加临死前所艾琳娜交给亚历山卓，两人从此生活在一起。

## 演员

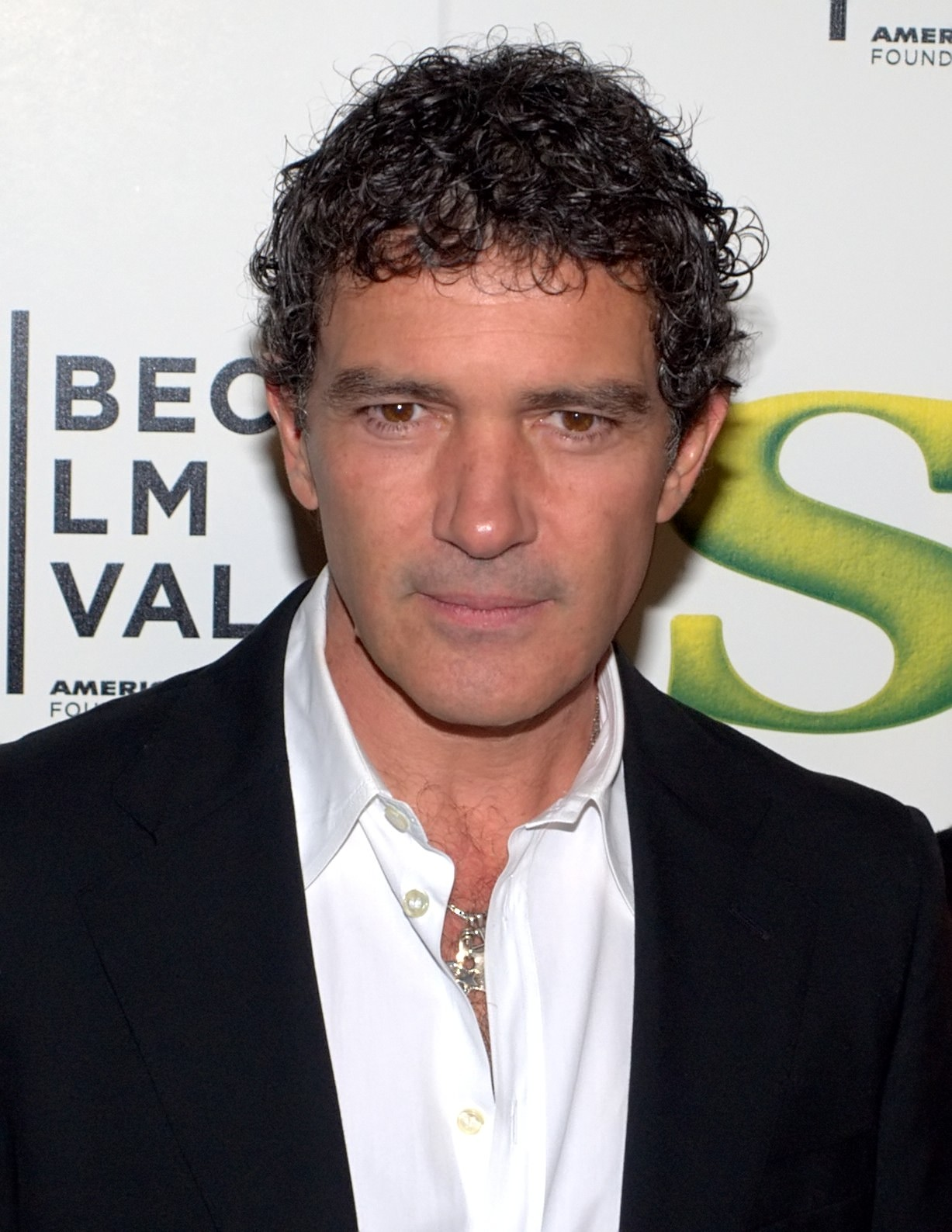
安东尼奥·班德拉斯扮演佐罗

- 安东尼奥·班德拉斯饰亚历山卓·穆瑞塔和新佐罗：尽管班德拉斯自己和几家媒体都曾声称他是首位扮演佐罗的西班牙裔男演员[2]，但实际上并非如此。西班牙演员何塞·苏亚雷斯（英语：José Suárez）早在1953年就扮演过佐罗，而卡罗斯·昆尼（Carlos Quiney，又名查尔斯·昆尼：Charles Quiney）则于1960至1970年代分别在三部电影中扮演过佐罗[3][4][5]。班德拉斯出演本片的片酬为500万美元，他的角色是真实人物杰昆·穆列塔（英语：Joaquin Murrieta）的虚构兄弟，此人有「墨西哥的罗宾汉」（Mexican Robin Hood）之称，让班德拉斯的角色既是墨西哥人又是智利人[6]。为了演好这个角色，班德拉斯在西班牙与奥运会击剑队练习了4个月，并在之后与安东尼·霍普金斯和凯瑟琳·泽塔-琼斯一起研究了其它一些击剑的技巧[7]。三人在墨西哥一起接受了英国击剑运动员鲍勃·安德森（英语：Bob Anderson (fencer)）的训练，这一训练又持续了两个月，每天长达10个小时，专门针对片中的斗剑戏码[8]。在因《指环王：护戒使者》接受采访时安德森表示，班德拉斯是所有与他合作过的人中最有天赋的。“我们在片场都叫他坏脾气鲍勃，他真是个完美主义者。”导演马丁·坎贝尔回忆道，“他有着非凡的创造力，同时也不会把任何一位演员当成明星来看待，他们都会抱怨训练的强度（但班德拉斯不会），但是只要能与班德拉斯合作，别的谁我都选不上了。[9]”
- 安东尼·霍普金斯饰唐·迪亚哥·德拉维加和老佐罗：霍普金斯于1996年12月敲定出演这一角色，此时距开拍仅剩一个月[10]，他本是以出演复杂深沉的正剧类人物闻名，但还是接受了这个动作片中的角色并将热情投入其中[11]。
- 凯瑟琳·泽塔-琼斯饰艾琳娜·蒙特罗（实际上应该是艾琳娜·德拉维加）：斯皮尔伯格看到琼斯在1996年的电视迷你剧集《泰坦尼克号》中的表演后向导演坎贝尔推荐了她[12]，最终其角色在1996年11月确定。虽然是以一位威尔士女演员的身份出演一位拉丁裔的女角色，但琼斯发现自己在性情上与艾琳娜很相似[13]。另外朱迪丝·哥德雷科（英语：Judith Godrèche）和曾与坎贝尔在《新鐵金剛之金眼睛》中合作过的伊沙贝拉·斯科鲁普科也都参加过这个角色的试镜[12]。琼斯也表示出演《佐罗的面具》是自己得以成为一线女演员的一次突破性机遇[13][14]。
- 斯图亚特·维尔森（英语：Stuart Wilson (actor)）饰唐·拉法尔·蒙特罗：阿曼德·阿山特（英语：Armand Assante）原定出演这一角色，但之后由于与一部电视迷你剧的档期存在冲突而退出了本片的演出[15]。斯图亚特·维尔森曾与导演在《捍卫时空战士（英语：No Escape (1994 film)）》中合作过，他在阿山特退出4个月后被选定出演其角色[16]。
- 马特·莱斯切尔饰哈里森·洛夫上尉
- 朱丽叶塔·罗森（英语：Julieta Rosen）饰艾斯伯朗兹·德拉维加，唐·迪亚哥的妻子，艾琳娜的母亲

## 制作

### 发展

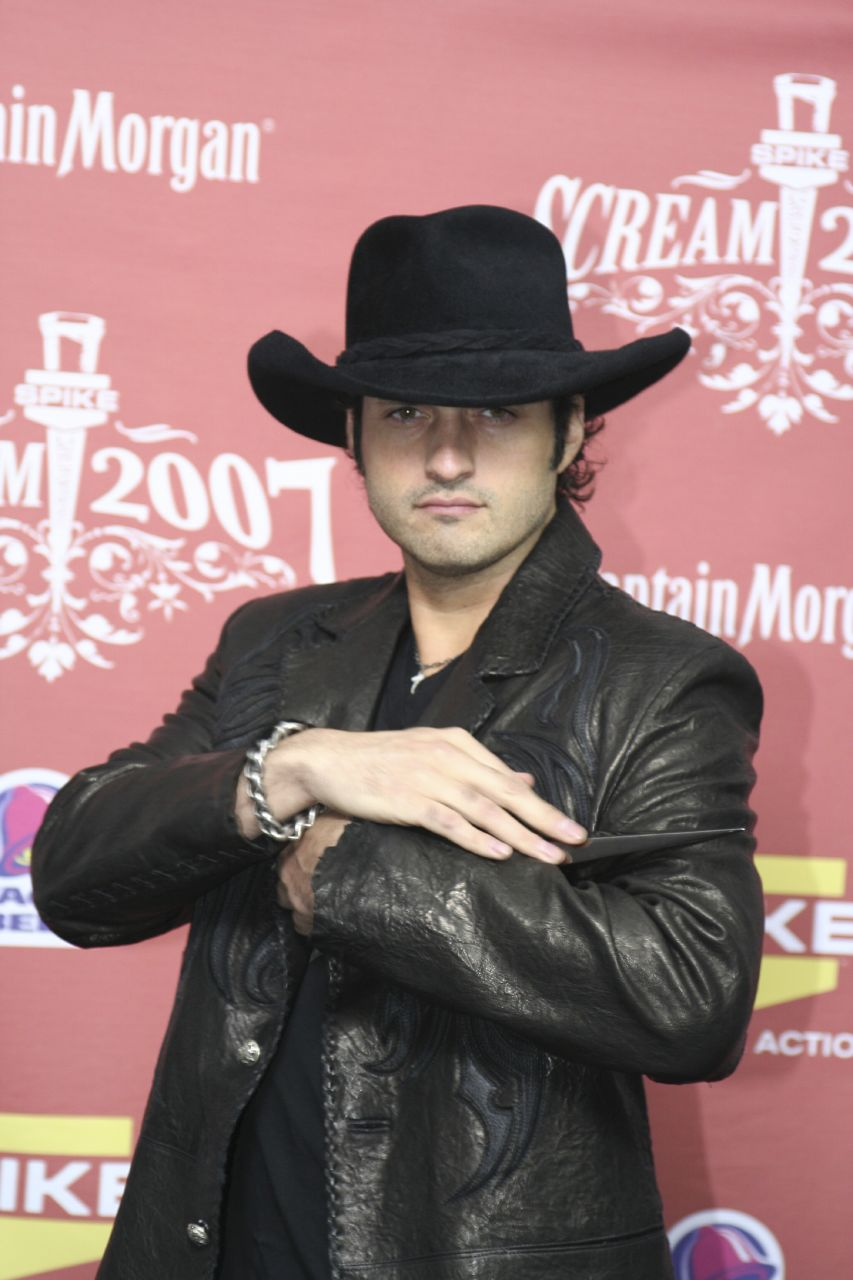
罗伯特·罗德里格兹原是本片导演，并选择了由安东尼奥·班德拉斯出演佐罗，之后他被马丁·坎贝尔取代

1992年10月，三星电影公司和史蒂文·斯皮尔伯格的安培林娱乐计划在第二年开始拍摄一部佐罗题材的电影，并请来乔尔·格罗斯撰写剧本，他之前改编大仲马名著《三剑客》的剧本给公司留下了深刻的印象，一开始斯皮尔伯格还有可能会亲自执导这部影片。格罗斯于1993年3月完成了剧本，三星也在同一个月就开始了影片的前期准备工作，并在当月的国家影院业主协会举行的一场名为“ShoWest”展会上为影片作了推广。1993年12月，布朗科·路斯蒂格与斯皮尔伯格一起参与影片制片工作，而迈克尔·塞洛蒙将出任导演。1994年8月，肖恩·康纳利被选中出演唐·迪亚哥·德拉维加一角，而塞洛蒙则确保其他几个主要角色都将由西班牙裔或拉丁裔演员出演。前制工作一直进行到了8月，塞洛蒙拍摄了样片并计划于1995年4月正式开拍。
康纳利和塞洛蒙之后都退出了电影的拍摄，直至1995年9月，因《杀人三步曲》斩露头角的导演罗伯特·罗德里格兹和演员安东尼奥·班德拉斯加入了剧组，班德拉斯将出演新一代的佐罗一角。三星和安伯林公司都对罗德里格兹在《杀手悲歌》和《杀人三步曲》中表现出的低成本电影拍摄技巧倍感惊讶，并且最终取消了与塞洛蒙计划拍摄一部大成本制作佐罗电影的方案。斯皮尔伯格本希望罗德里格兹可以在1996年1月开拍并赶在圣诞节档期上映，但这一时间之后被推迟至7月，而上映日期也因此不得不跟着推迟至1997年复活节左右。由于与三星影业在影片的预算方面无法达成共识，罗德里格兹于1996年7月退出了剧组。公司计划将预算控制在3500万美元左右，但罗德里格兹则表示需要4500万美元。虽然之后他将数字降至4200万美元时双方均打算达成妥协，但公司最终还是拒绝了这个数字并坚持4100万是预算的最高上限。不过班德拉斯留了下来，之后马丁·坎贝尔也在当月晚些时候拒绝了执导《新鐵金剛之明日帝國》的机会而加入担任本片的导演。而电影最终的剧本则是由约翰·艾斯可、泰德·艾略特、特里·鲁西奥和兰道尔·约翰逊共同完成的。

### 拍摄
影片的主要拍摄工作于1997年1月27日在墨西哥展开，预算为6千万美元，其中大部分镜头都是在首都墨西哥城郊区拍摄的。不过进入二月份时曾因导演马丁·坎贝尔生病住院治疗而中断了4天，之后再在墨西哥城以东约三小时路程的特拉斯卡拉恢复拍摄，剧组也在这里搭建了所需要的景致和设施。索尼公司派大卫·福斯特作为制片人参与到影片中，来填补斯皮尔伯格的离任留下的空缺。福斯特之后与一位未列名在主创人员名单中的剧作家大卫·沃德（David Ward）一起更改了片中的一些内容。电影拍摄过程中所遇到的实际困难导致《佐罗的面具》实际成本比预算又增加了一千万美元，这让其总成本达到了7千万美元。时间进入12月后，影片的一些道具又再延误了9天之久，这其中包括佐罗的塑胶制剑。最后终于完成而进入后期制作时，斯皮尔伯格和坎贝尔感觉以老佐罗在自己女儿怀抱中去世这样的情节来作为结局实在太郁闷了，所以最终将其改成了亚历山卓和艾琳娜成婚后又有了孩子，从此快乐幸福地生活在一起。这一段镜头是在影片拍摄完成3个月后再补拍加进电影中的。

### 音乐
| 評論得分      | 評論得分  |
| 來源          | 評分      |
| ------------- | --------- |
| AllMusic      | 3/5颗星   |
| Empire        | 3/5颗星   |
| Filmtracks    | 5/5颗星   |
| SoundtrackNet | 2.5/5颗星 |

詹姆斯·霍纳于1997年9月被请来为影片谱曲，他的这部作品受到了《万世英雄》中由米克罗斯·罗兹萨谱写音乐的影响。影片的原声带由索尼古典唱片发行并获得了商业上的成功，并且受到了拉丁风流行歌手马克·安东尼和蒂娜·艾瑞娜的推动。两人的二重唱《I Want to Spend My Lifetime Loving You》正是本片的片尾曲兼主題曲，而且还在欧洲发行了一张单曲，这张单曲在法国单曲榜上名列第3位，荷兰单曲榜上名列第4位。片尾曲的中文版名為《我用生命愛你》，由霍纳欽點的華語歌手王力宏與柯以敏演唱。

#### 曲目列表
| 曲序 | 曲目                                                                                | 时长  |
| ---- | ----------------------------------------------------------------------------------- | ----- |
| 1.   | The Plaza of Execution                                                              | 8:31  |
| 2.   | Elena and Esperanza                                                                 | 8:20  |
| 3.   | The Ride                                                                            | 3:25  |
| 4.   | Elena's Truth                                                                       | 4:11  |
| 5.   | The Fencing Lesson                                                                  | 5:29  |
| 6.   | Tornado in the Barracks                                                             | 5:12  |
| 7.   | The Confession                                                                      | 3:42  |
| 8.   | Zorro's Theme                                                                       | 3:00  |
| 9.   | The Mine (Montero's Vision)                                                         | 3:00  |
| 10.  | Stealing the Map                                                                    | 6:30  |
| 11.  | Leave No Witnesses...                                                               | 13:20 |
| 12.  | Diego's Goodbye                                                                     | 5:23  |
| 13.  | I Want to Spend My Lifetime Loving You (Performance by Tina Arena and Marc Anthony) | 4:44  |

## 历史忠实度
《佐罗的面具》和续集《佐罗传奇》的故事情节中都涉及到了一些真实的历史人物或事件，安东尼奥·班德拉斯扮演的亚历山卓是真实人物杰昆·穆列塔的虚构兄弟，此人有墨西哥的罗宾汉（Mexican Robin Hood）之称，于1853年被哈瑞·洛夫（Harry Love）带领的加利福尼亚州骑警所杀，而影片中的德克萨斯陆军上校哈里森·洛夫（Harrison Love）则杀死了亚历山卓的兄弟。而片中的戏剧冲突则可以追溯到十多年前的1841年，穆列塔的得力助手“三指杰克”在片中也是败在洛夫手中，只是在真实生活中这个人物的名字应该是叫曼努尔·加西亚，并且他也不是墨西哥人，而是一位英裔美国人。而哈瑞·洛夫的确像电影中一样将穆列塔的頭和三指杰克的手保存在一个盛满酒精的大玻璃罐中。

## 发行
《佐罗的面具》原定于1997年12月19日发行上映，但之后推迟到了1998年3月。有来源推测三星此举是为了错开与詹姆斯·卡梅伦执导的《泰坦尼克号》档期冲突，但本片在摄制过程中同样遇到了问题而需要延长拍摄周期，并且三星影业的母公司索尼影视娱乐也希望在1998年第一个季度发行一部动作片。最终影片发行的时间又一次被推迟到了1998年7月，这一推迟又增加了300万美元的利息成本。
为了宣传推广这部影片，三星花130万美元购买了第32届超级碗的30秒广告。而一向比较低调的索尼公司则参加了国家影院业主协会的“ShoWest”交易展会，展示了电影的片段，而安东尼奥·班德拉斯和安东尼·霍普金斯则出席了1998年5月10日为影片召开的一场新闻发布会。工作室还将电影的预告片附在灾难片《哥斯拉》中来进行宣传。索尼还在1998年6月为电影开通了官方网站，在20世纪末期，网络营销还只是个模糊的概念，这也是索尼的首个应用VRML的电影网站。
《佐罗的面具》在欧洲一些国家发行时还引起了其皇室成员的注意。西班牙国王胡安·卡洛斯一世、王后索菲娅和公主艾莲娜出席了在马德里举行的首映式，这还是该国7年来首次有皇室成员出席的电影首映式。1998年12月10日，查尔斯王储和他的儿子也一起观看了这部电影。

## 反响
根据影評網站烂蕃茄上的69份专业评论文章，83%的影评人对《佐罗的面具》表示赞扬，平均得分7.1分（最高10分）。而根据Metacritic上收集的22份专业评论文章，影片的平均分为63分（最高100分）。據CinemaScore進行的調查，觀眾的平均評價於A+至F間落於「A-」。
《时代周刊》的理查德·斯克尔称赞本片是一部向好莱坞经典剑侠电影致敬的暑假大片。“这部电影中的精彩动作场面大部分都是由真人努力达成的，而不是依靠数字化技术来合成。”他还补充道，“这是一种对美好过去简单强大而毫不做作的情感。”《芝加哥太阳报》的罗杰·埃伯特也表示影片超出了他的期望，并很意外其剧本所展现出的传统电影精湛工艺。“这是对这个时代的提醒，应该让特技融入到故事中，而不是反过来。”他还称《佐罗的面具》“可能是有史以来最优秀的佐罗电影。”
不过，《旧金山纪事报》的米克·拉塞尔虽然赞赏了安东尼·霍普金斯扮演老佐罗的阳刚气质，但却认为他的“表演存在一个小问题：这部电影试图让我们相信，没有任何人在他是唯一一个有英国口音墨西哥人的情况下发现佐罗的真实身份。”《综艺》杂志的托德·麦卡锡（Todd McCarthy）则认为影片“有些太长”，叙事上不夠干净利落，但的确比好莱坞很长一段时间内推出的任何一部作品都更接近于埃罗尔·弗林和泰隆·鲍华主演老式剑客电影的精髓。
彼得·崔維斯在《滚石》杂志中批评影片不应该选择一位西班牙裔和两位威尔士演员来出演墨西哥人物角色，表示对影片的娱乐价值感到失望，并预测影片不会受到观众的欢迎。在线影评人詹姆斯·伯纳丁内里将影片的基调和风格与史蒂文·斯皮尔伯格的经典之作《夺宝奇兵》相比，“虽然《佐罗的面具》不是一个档次的作品，但这样的比较并不是很离谱。虽然佐罗并不需要像印第安纳·琼斯那样面对无休止的挑战。”他还补充表示片中还是有着大量的动作场面，不过对于其商业上是否能获得成功则拿不定主意，认为这将取决于银幕上班德拉斯和琼斯间的化学效应。
电影中亚历山卓利用其高明的剑术将艾琳娜的上衣剥了个光，这成为其最受欢迎的一个镜头。一位评论家将之列入自己的“90年代（电影）情色镜头”名单中。而到了2006年的一个电视特别节目《Sexiest…》中，班德拉斯和琼斯都表示在电影拍摄期间受到了对方的吸引，其中男方是被女方的美丽吸引，而女方则是为男方富创造性地剥光自己的衣服而感到刺激。

### 票房
《佐罗的面具》于1998年7月17日在美国的2515家电影院上映，首周即登上票房榜冠军位置，入账2252万5855美元。不过第二周史蒂文·斯皮尔伯格执导的战争片《拯救大兵瑞恩》和另一部喜剧片《我为玛丽狂》上映后，本片下滑到了季军的位置。影片最终在美国国内票房收入为9409万5523美元，其他国家共1亿5619万3000美元，全球总计2亿5028万8523美元，在商业上也是一部成功的作品。接下来，索尼又将影片的电视播放权以3千万美元的价格出售给了哥伦比亚广播公司和特纳广播公司。

### 荣誉
| 类别                 | 奖项                            | 提名人                                         | 结果 |
| -------------------- | ------------------------------- | ---------------------------------------------- | ---- |
| 第71屆奥斯卡奖       | 音效剪辑                        | 大衛·麥克莫伊勒                                | 提名 |
| 第71屆奥斯卡奖       | 音效                            | 凱文·歐·康奈爾、格雷格·P·罗素和普德·库萨克（Pud Cusack） | 提名 |
| 第52屆英国电影学院奖 | 最佳服装设计                    |                                                | 提名 |
| 第56屆金球奖         | 最佳影片（音乐剧/喜剧类）       |                                                | 提名 |
| 第56屆金球奖         | 最佳电影男主角（音乐剧/喜剧类） | 安东尼奥·班德拉斯                              | 提名 |
| 1999年MTV电影奖      | 最具突破女演员表演              | 凯瑟琳·泽塔-琼斯                               | 提名 |
| 1999年MTV电影奖      | 最佳打斗                        | 安东尼奥·班德拉斯和凯瑟琳·泽塔-琼斯            | 提名 |
| 土星奖               | 最佳动作/历险/惊悚类电影        |                                                | 提名 |
| 土星奖               | 最佳女主角                      | 凯瑟琳·泽塔-琼斯                               | 提名 |
| 土星奖               | 最佳服装设计                    |                                                | 提名 |

## 法律诉讼
2001年1月24日，索尼影视娱乐向加利福尼亚州中央地区西部联邦地区法院起诉火花娱乐公司，该公司制作了一档名为《利剑女王》的电视剧。索尼声称这档电视剧盗版了佐罗角色及相关作品的内容。
2001年4月5日，地区法院法官驳回了索尼提出的初步禁制令请求，并指出佐罗这一角色“早已进入公有领域”，至于其它的作品元素，法官认为电影和电视剧的任何相似之处都非常细微次要，不足以颁布禁制令。

## 续集
安东尼亚·班德拉斯和凯瑟琳·泽塔-琼斯都出演了2005年的续集《蒙面俠蘇洛2：不朽傳奇》，不过该片无论在商业还是专业评价两方面都远不及本片成功。